# Покоївка на замовлення (фільм, 1987)
«Покоївка на замовлення» (англ. Maid to Order) — американська фентезійна трагікомедія 1987 року з Еллі Шиді в головній ролі.

## Сюжет
Джессі, легковажна донька міьйонера, не вміє нічого, крім тринькати таткові гроші, що його дуже засмучує і в момент її затримання поліцією через водіння автомобіля в нетверезому стані змушує висловити наболіле побажання, щоб її краще не існувало в його житті. За допомогою магії чарівної хрещеної Стелли в один момент Джессі перетворюється з багатої на бідну бездомну дівчину, яку ніхто не пам'ятає і якій доведеться прислужувати таким же розбещеним грішми хазяям, якою була вона до того. Лише познайомившись з іншими слугами, їхніми проблемами і навчившись цінувати дружбу, працю та любов близьких людей, Джессі завдяки Стеллі повертається до старого життя.

## У ролях
| Актор             | Роль              |
| ----------------- | ----------------- |
| Еллі Шиді         | Джессі Монтгомері |
| Беверлі Д'Анджело | Стелла Вінстон    |
| Майкл Онткін      | Нік Макгуаєр      |
| Валері Перрін     | Джорджетт Старкі  |
| Дік Шон           | Стен Старкі       |
| Том Скеррітт      | Чарльз Монтгомері |
| Мері Клейтон      | Одрі Джеймс       |
| Рейн Фенікс       | Брі Старкі        |